# Emanuele Sala
Pour les articles homonymes, voir Sala.
 (juin 2024).
Emanuele Sala, né le 28 novembre 2007 à Sesto San Giovanni, est un footballeur italien qui joue au poste de milieu de terrain au Milan AC.

## Biographie

### Carrière en club
Né à Sesto San Giovanni en Italie, Emanuele Sala est formé par le Milan AC, où il s'illustre d'abord en équipes de jeunes. Lors de la saison 2023-2024, il commence à jouer en Campionato Primavera.

### Carrière en sélection
Emanuele Sala est convoqué avec l'équipe d'Italie des moins de 17 ans pour participer au Championnat d'Europe des moins de 17 ans qui a lieu en mai et juin 2024. L'Italie atteint la finale de la compétition après sa victoire face au Danemark (1-0),.

## Palmarès
À venir.